# Mexico City WCT 1976
Il Mexico City WCT 1976  è stato un torneo di tennis giocato sul cemento. È stata la 1ª edizione del Mexico City WCT, che fa parte del World Championship Tennis 1976. Si è giocato a Città del Messico in Messico, dal 9 al 14 marzo 1976.

## Campioni

### Singolare
Raúl Ramírez ha battuto in finale  Eddie Dibbs con il punteggio di 7–6 6–2

### Doppio
Brian Gottfried /  Raúl Ramírez hanno battuto in finale  Ismail El Shafei /  Brian Fairlie con il punteggio di 6–4, 7–6(4)